# Niegowonice III

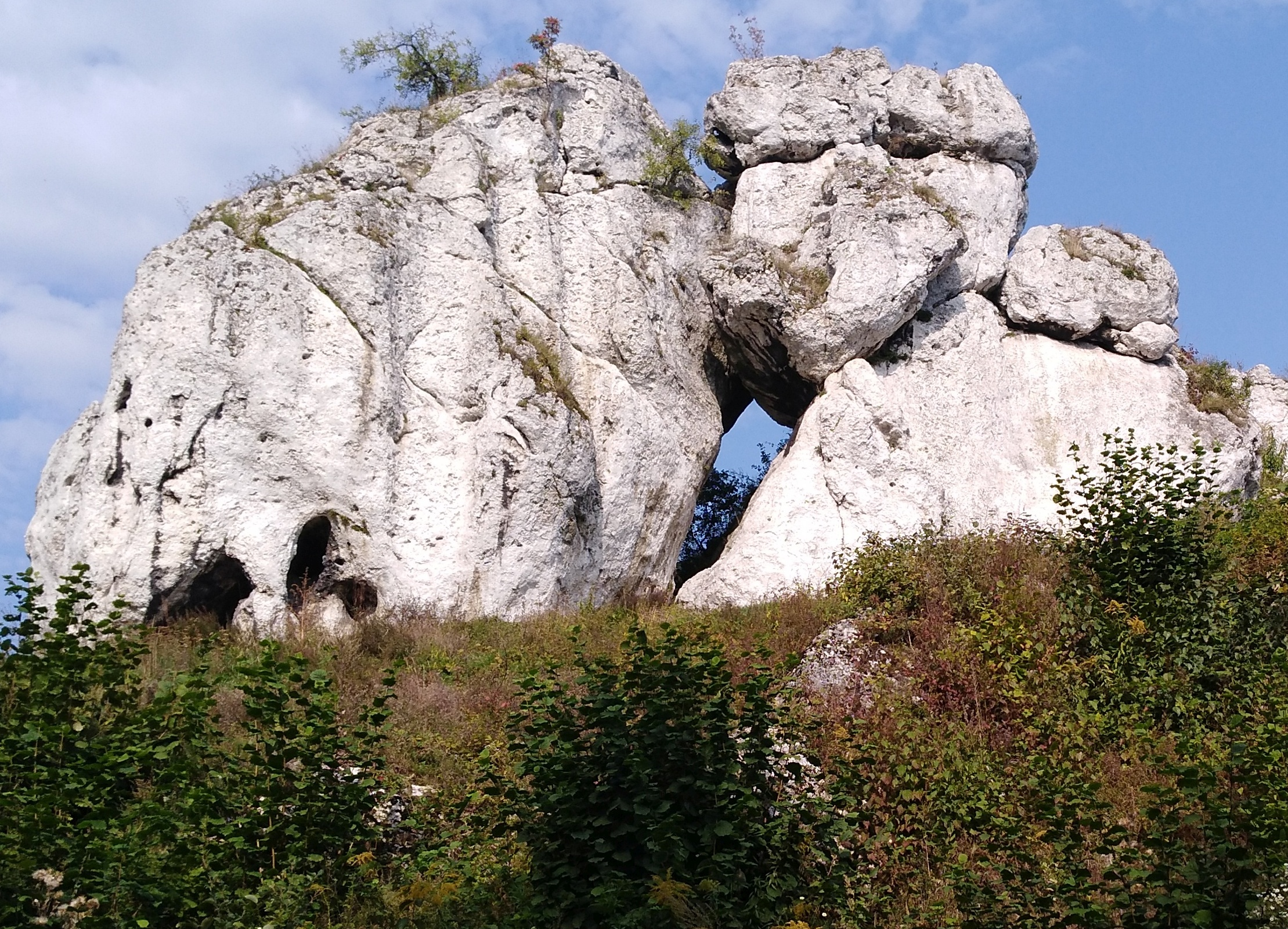
Niegonowice II (po lewej) i Niegonowice III (po prawej)

Niegowonice III – skała w grupie Skał Niegowonickich w miejscowości Niegowonice w województwie śląskim, w powiecie zawierciańskim, w gminie Łazy. Znajduje się na wzniesieniu Kromołowiec (417 m n.p.m.) po północno-wschodniej stronie wsi, przy drodze wojewódzkiej nr 790 na Wyżynie Częstochowskiej będącej częścią Wyżyny Krakowsko-Częstochowskiej. Obok skał jest miejsce biwakowe z wiatą, stołem, ławami i tablicami informacyjnymi oraz miejsce parkingowe.
Skała Niegowonice III ma wysokość 9 m i ma charakterystyczne otwory. Sąsiaduje ze skałą Niegowonice II. Obydwie znajdują się na terenie otwartym i zbudowane są z twardych wapieni skalistych.  Od 1995 roku uprawiana jest na nich wspinaczka skalna.
W pobliżu znajdują się jeszcze 3 inne skały wspinaczkowe: Niegowonice I, Niegowonice II i Przydrożna Skała.

## Drogi wspinaczkowe
Na skale Niegowonice III jest 5 dróg wspinaczkowych o trudności od IV do VI.4 w skali polskiej i długości 8–10 m. Trzy drogi mają zamontowane stałe punkty asekuracyjne; ringi (r) i stanowiska zjazdowe (st).
1. Niegowonicka rysa; IV, 10 m,
2. PKP; VI+, 6r + st, 10 m,
3. Przez dziurki; VI+, 6r + st, 10 m,
4. Prostowanie dziurek; VI, 6r + st, 10 m
5. Spiderman; VI.4, 3r + st, 8 m[1].